# Echinasteridae
De Echinasteridae zijn een familie van zeesterren uit de orde Spinulosida.

## Geslachten
- Aleutihenricia Clark & Jewett, 2010
- Dictyaster Wood-Mason & Alcock, 1891
- Echinaster Müller & Troschel, 1840
- Henricia Gray, 1840
- Metrodira Gray, 1840
- Odontohenricia Rowe & Albertson, 1988
- Plectaster Sladen, 1889
- Rhopiella Fisher, 1940

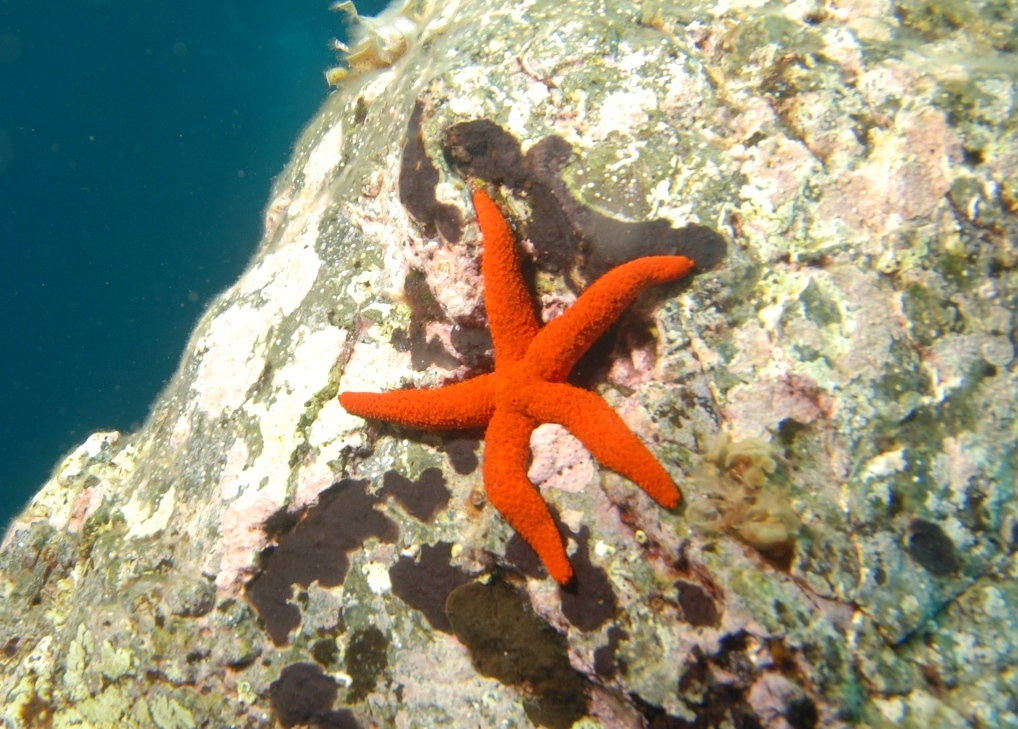
Echinaster sepositus
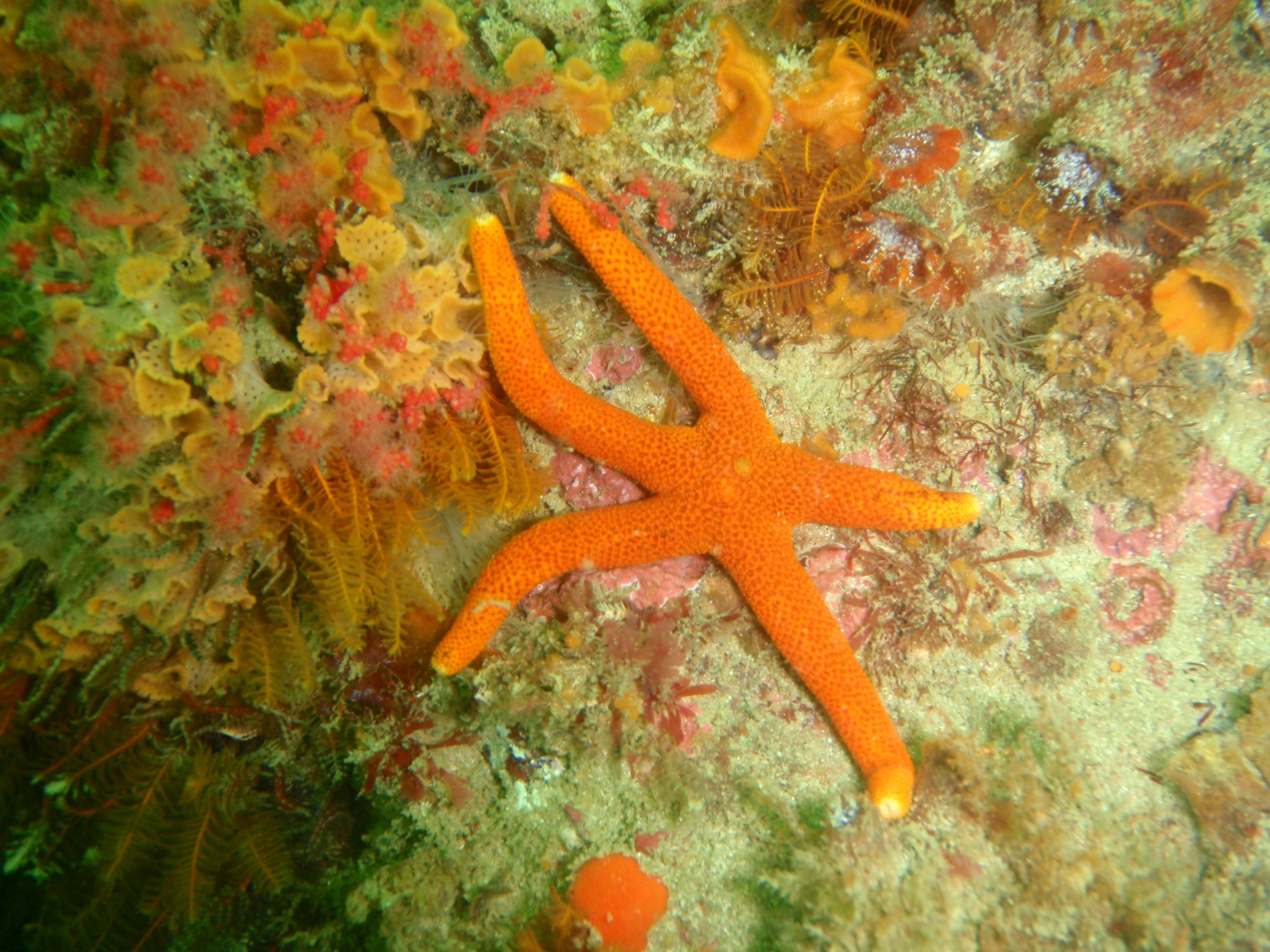
Henricia ornata
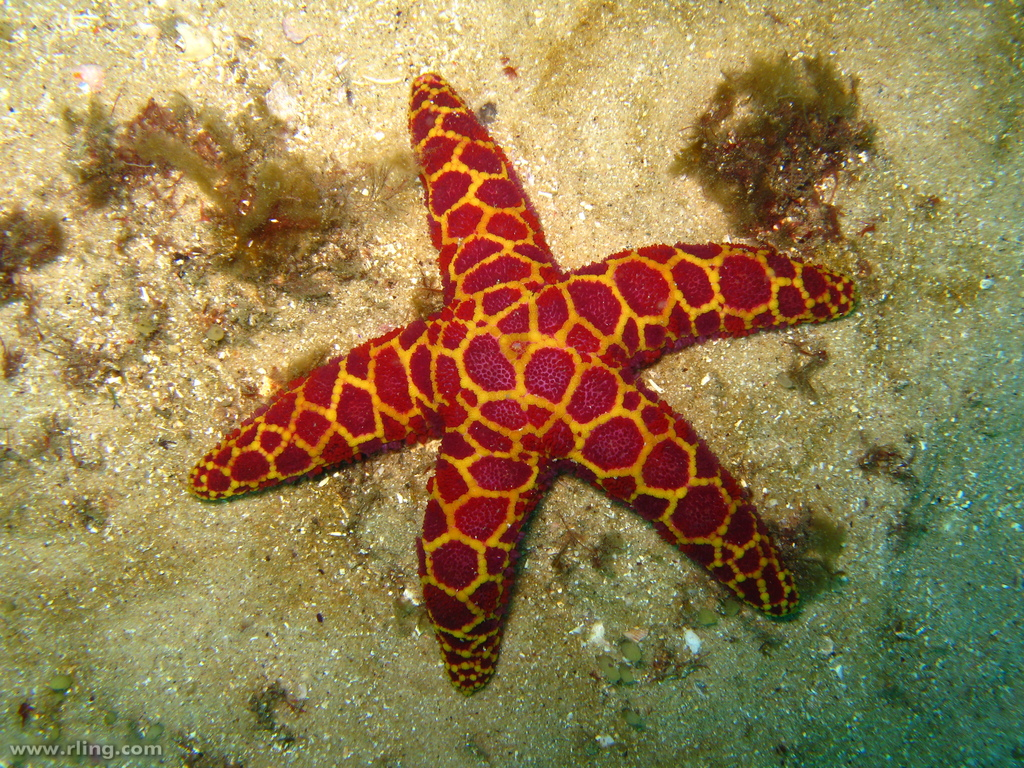
Plectaster decanus